# Heath Slater
Heath Miller (* 15. Juli 1983 in Pineville, West Virginia), besser bekannt unter seinem Ringnamen Heath Slater, ist ein US-amerikanischer Wrestler, Ringrichter und Schauspieler. Er stand bis April 2020 bei World Wrestling Entertainment (WWE) unter Vertrag.
Zu seinen größten Erfolgen zählen der dreifache Erhalt der WWE Tag Team Championship mit Justin Gabriel und der Erhalt der WWE SmackDown Tag Team Championship mit Rhyno.

## Wrestling-Karriere

### Anfänge
Miller begann sein Training 2004 in der WWA4 Pro Wrestling School in Atlanta, Georgia. Im Jahre 2006 debütierte er bei NWA Anarchy.

### World Wrestling Entertainment (2006–2020)

#### Aufbau-Ligen (2006–2009)
Im Jahr 2006 unterschrieb Miller einen Entwicklungsvertrag mit der WWE und wurde zuerst bei Ohio Valley Wrestling (kurz OVW) eingesetzt, wo er am 27. April 2006 als Heath Miller debütierte.
Nachdem sich die WWE von OVW trennte, wurde Miller nun in der neuen Entwicklungsliga Florida Championship Wrestling (kurz FCW) eingesetzt. Bei FCW trat Miller zuerst als Manager von Shawn McGrath auf. Später jedoch trat Miller wieder im Einzelbereich an. Bei FCW vertrat Miller Ted DiBiase Jr. als FCW Southern Heavyweight Champion und durfte später selbst Titelträger werden.
Am 11. September 2008 durften Miller und Joe Hennig die FCW Florida Tag Team Titel gewinnen. Diese gaben sie später an DH Smith und TJ Wilson ab. Im Mai 2009 trat Miller dann erstmals als Heath Slater auf. Miller durfte am 13. August 2009 den FCW Florida Heavyweight Titel erringen. Im Oktober 2009 bestritt Miller seine ersten Dark Matches bei RAW und auch einige Matches bei House Shows.

#### The Nexus und The Corre (2010–2011)

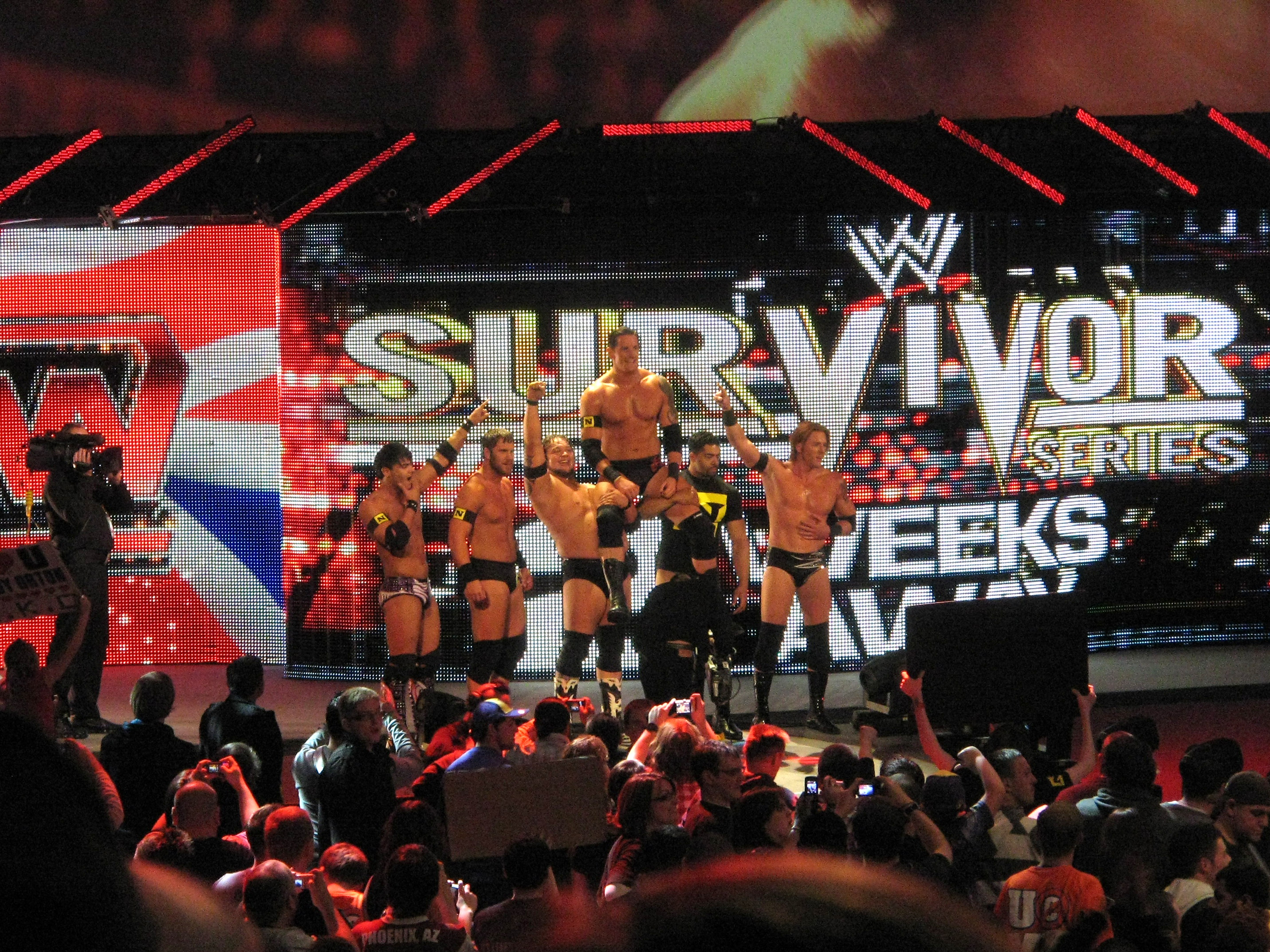
The Nexus bei Raw im Jahr 2010

Im Februar 2010 trat Miller als Teil der ersten Staffel von WWE NXT auf. Dort wurde ihm Christian als Pro zur Seite gestellt. Bei NXT belegte er den 4. Platz.
Im Juni 2010 schloss Miller sich dem Stable The Nexus (bestehend aus den Rookies der 1. NXT-Staffel) an. Mit diesen fehdete er hauptsächlich gegen John Cena. Am 25. September 2010 gewann Miller mit Gabriel die WWE Tag Team Championship. Diese mussten die beiden an Santino Marella und Vladimir Kozlov abgeben. Nachdem CM Punk neuer Anführer des Stable wurde, verließen Miller und auch Gabriel das Stable.
Miller trat fortan bei SmackDown auf. Seinen ersten Auftritt absolvierte er am 11. Januar 2011, als er gemeinsam mit Wade Barrett, Gabriel und Ezekiel Jackson Big Show attackierte. Aus dieser gemeinsamen Attacke ging das Stable The Corre hervor (bestehend aus Barrett, Gabriel, Miller und Jackson). Am 20. Februar 2011, bei der Großveranstaltung Elimination Chamber, gewann Miller mit Gabriel zum zweiten Mal die WWE Tag Team Championship. Allerdings verloren beide den Titel einen Tag später bei RAW an John Cena und The Miz, konnten sie sich aber wenige Augenblicke später in einem Re-Match wieder zurückholen. Am 19. April 2011 verloren sie den Titel an Kane und Big Show.

#### Fehde mit Legenden und verschiedene Fehden (2011–2016)

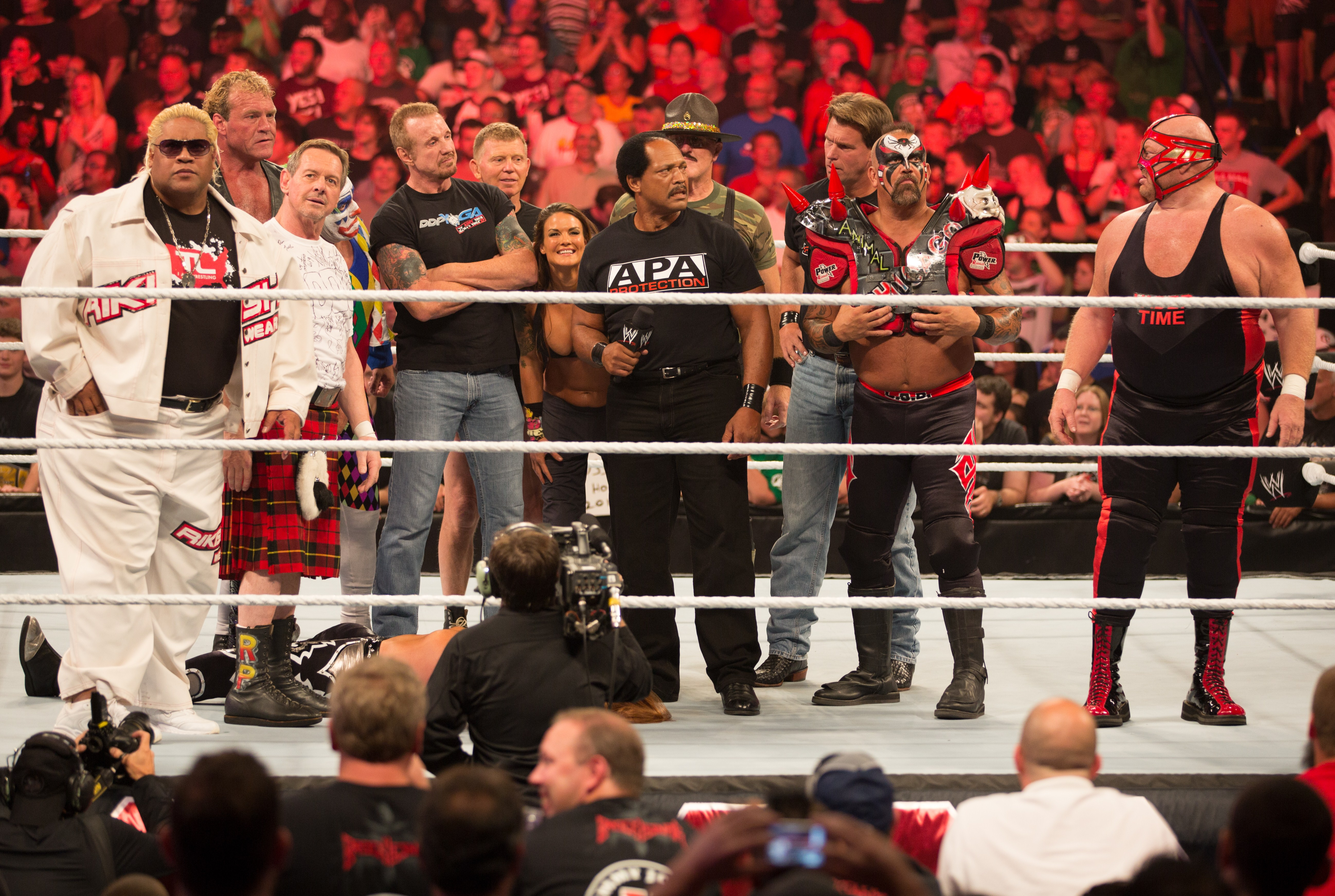
Verschiedene Legenden feiern bei Raw 1000 nach dem sie Slater besiegten

Am 17. Oktober 2011 wurde Miller von der WWE für 30 Tage suspendiert. Im Juni und Juli 2012 trat er jede Woche bei WWE Monday Night Raw gegen WWE Legenden an. So kämpfte er gegen Rikishi, Vader, Sycho Sid, Road Warrior Animal, Bob Backlund, Diamond Dallas Page und Doink the Clown. In der 1000. Episode von Raw trat er gegen Lita an, die ihn zusammen mit den Legenden, gegen die Miller bereits kämpfte, und weiteren Legenden wie Sergeant Slaughter und Roddy Piper besiegte. Vom Oktober 2012 bis zum 12. Juni 2014 trat er zusammen mit Drew McIntyre und Jinder Mahal als „3MB“ (Three Man Band) auf. Mit der Entlassung von McIntyre und Mahal löste sich die Gruppierung auf.
Von Juni 2014 bis Februar 2015 bildete er mit Titus O’Neil das Team SlaterGator. Danach versuchte er sich wieder als Einzelwrestler. Von Januar 2016 bis zum WWE Draft im Juli bildete er mit Curtis Axel, Bo Dallas und Adam Rose das Stable The Social Outcasts.

#### Tag Team mit Rhyno (2016–2019)

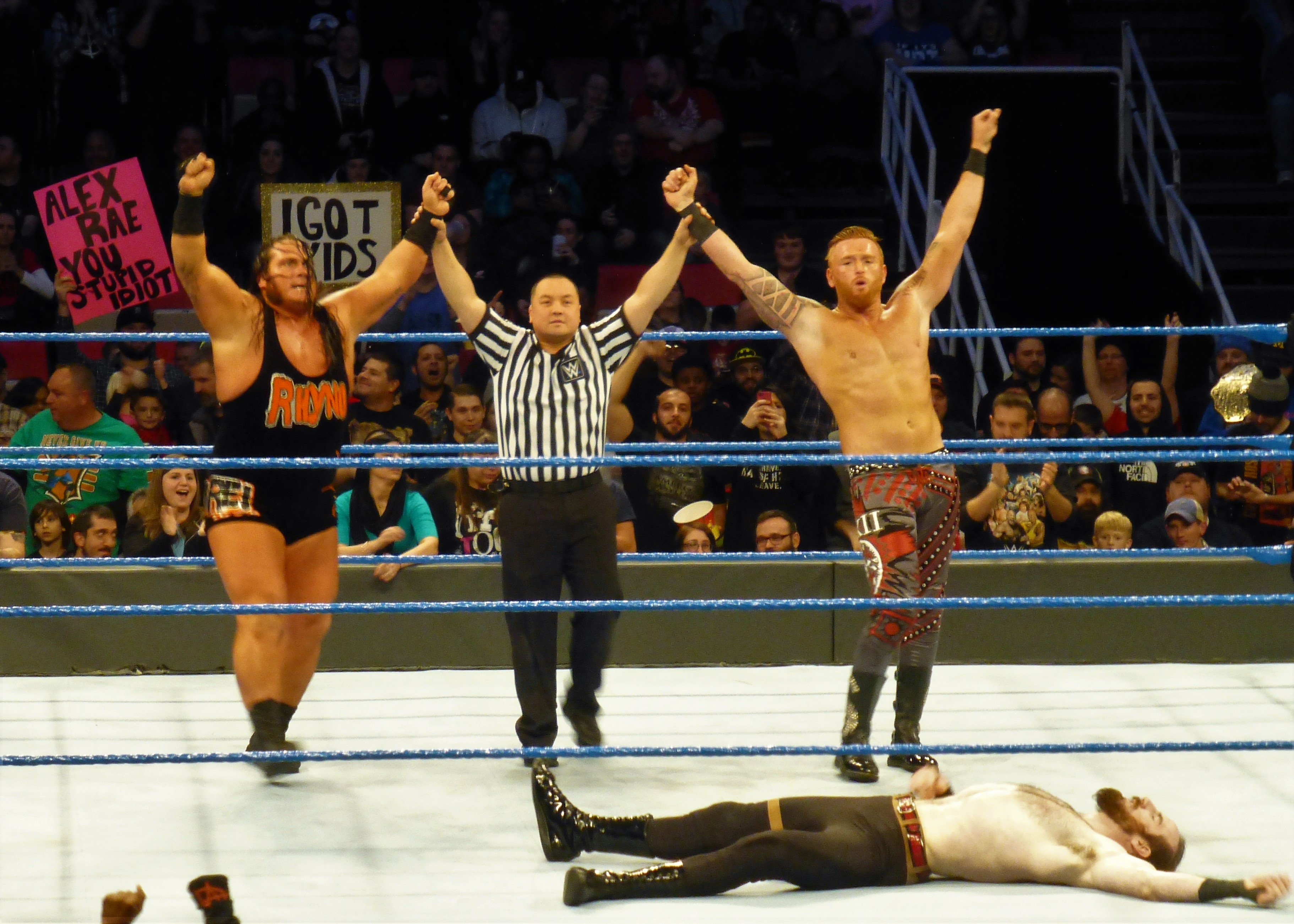
Rhyno und Slater nach einem Sieg bei SmackDown

Slater war der einzige Superstar, der beim WWE Draft von 2016 nicht in einen der beiden WWE Roster gedraftet wurde. Daher versuchte er im Anschluss als Teil einer Storyline trotzdem noch bei SmackDown oder Raw unter Vertrag zu kommen, was ihm schließlich gelang. Am 11. September 2016 gewann er bei Backlash gemeinsam mit Rhyno ein Turnier um die neu eingeführten WWE SmackDown Tag Team Championship, indem sie im Finale die Usos besiegten. Die Regentschaft der beiden hielt 84 Tage, sie verloren die Titel am 4. Dezember 2016 bei WWE TLC: Tables, Ladders & Chairs an The Wyatt Family (Bray Wyatt, Luke Harper und Randy Orton).
Im Zuge des Superstar ShakeUp vom 10. und 11. April 2017 wurde Heath Slater zusammen mit seinem Tag-Team Partner Rhyno zu WWE Raw gedraftet. Dort bestritten sie jedoch nur wenige Matches zusammen. Am 24. Juni 2019 gewann er den WWE 24/7 Championship, verlor ihn aber wenige Sekunden später wieder.

#### Rückkehr zu SmackDown (2019–2020)
Im Rahmen des WWE Drafts wechselte Slater am 13. Oktober 2019 von Raw zu SmackDown, wurde aber weiterhin kaum eingesetzt. Im Rahmen einer Entlassungswelle wurde sein Vertrag am 15. April 2020 von der WWE aufgelöst.

## Wrestling-Erfolge
- World Wrestling Entertainment
  - WWE Tag Team Championship (3× mit Justin Gabriel)
  - WWE SmackDown Tag Team Championship (1× mit Rhyno)
  - WWE 24/7 Championship (1×)

- Florida Championship Wrestling
  - FCW Florida Heavyweight Championship (1×)
  - FCW Southern Heavyweight Championship (1×)
  - FCW Florida Tag Team Championship (1× mit Joe Hennig)

- Great Championship Wrestling
  - GCW Interstate Championship (1×)

- Impact Wrestling
  - Impact world tag team Championship (1time current)

mit Rhino